# Nastajki
Nastajki (niem. Nasteiken) – wieś sołecka w Polsce położona w województwie warmińsko-mazurskim, w powiecie ostródzkim, w gminie Ostróda. W latach 1975–1998 miejscowość administracyjnie należała do województwa olsztyńskiego.
W czasach krzyżackich wieś pojawia się w dokumentach w roku 1347, podlegała pod komturię w Ostródzie, były to dobra rycerskie o powierzchni 10 włók.